# Sainte-Blandine, Deux-Sèvres

Sainte-Blandine este o comună în departamentul Deux-Sèvres, Franța. În 2009 avea o populație de 671 de locuitori.